# 特伦蒂诺-上阿迪杰大区
特伦蒂诺-上阿迪杰（義大利語：Trentino-Alto Adige，發音：[trenˈtiːno ˈalto ˈaːdidʒe]），德语与拉定语称特伦蒂诺-南蒂罗尔（德語：Trentino-Südtirol），正式名称为特伦蒂诺-上阿迪杰/南蒂罗尔（Trentino-Alto Adige/Südtirol），是意大利北部的一个特殊地位大区（自治区）。该自治区由两个分区组成，分别是多数人说意大利语的特伦托省及多数人说德语的南蒂罗尔省。该区在直至1919年被意大利吞并前是奥匈帝国的一部分。在1919年至1947年间该区被称为特伦托威尼斯（Venezia Tridentina）。

## 地理及经济
自治区北界与奥地利相邻，西邻伦巴第大区及南邻威尼托大区。自治区面积13,607平方公里（5,256 平方英里）。自治区环境极为多山，覆盖多洛米蒂山大部及南阿尔卑斯山。横过阿尔卑斯山最低的关口，布伦纳罗山口，是位于自治区北面与奥地利边界之上。
特伦蒂诺-上阿迪杰肥沃的山谷生产酒、生果、奶类制品及木材，并包括制纸、化工及金属工业。该区是水力发电能源一个主要的来源地。旅游业是区内重要的收入来源，并以其能在冬季于该地滑雪而闻名。

## 人口统计资料
特伦蒂诺-上阿迪杰的人口大约950,000人（460,000人居住于博尔扎诺及480,000人居住于特伦托）。该区主要的种族是说意大利语的种族（总数大约百分之六十）及说德语的种族总数（大约百分之三十五），另外还有少数人说拉定语（总数约百分之五）。于波尔查诺地区或南蒂罗尔，主要通行的语言是德语（人口大约百分之六十八），但是在博尔扎诺则有四分之三的人口是说意大利语的。在特伦托省则只有很少讲德语的人。不同于南蒂罗尔，对说少数民族语言的人的保护，于特伦托省会较少。

## 历史
由11世纪开始，区内的一部分由特伦托及布里申的亲王主教统治，被神圣罗马帝国皇帝给予大量的世俗权力，并多于其本身的职权。该区是蒂罗尔伯国的一部分，由14世纪开始是哈布斯堡王室的领地。这个状况于19世纪初神圣罗马帝国解散后完结。主教的职位于1803年被政府取缔，并将该区重新被给予哈布斯堡王室。两年后，当奥地利在奥斯特里茨战役中溃败之后，整个地区被拿破仑的傀儡意大利王国吞并；当拿破仑被打败后，1815年，该区重归奥地利统治。
在第一次世界大战期间，奥匈帝国军队与意大利军队主要的战役于阿尔卑斯山及多洛米蒂山发生，以控制南蒂罗尔这个战略目标。奥匈帝国于战争中的崩溃令意大利军队可以于1918年占领该区，而对该区的统治亦于战后的和约得到确定，于圣日耳曼条约之下意大利被授予特伦蒂诺及南蒂罗尔。

## 其它连结
- 官方网站 （页面存档备份，存于） 德语及意大利语
- 特伦蒂诺-上阿迪杰自治区 （页面存档备份，存于） - 自治区自治法规介绍。
- 特伦蒂诺旅游资料: 
www.trentino.to （页面存档备份，存于）
- 上阿迪杰旅游资料: 
www.suedtirol.com （页面存档备份，存于） (德语主页，部分英语网页)
- 特伦蒂诺-上阿迪杰地图
- 意大利旅游网
- 上阿迪杰的农村渡假游
- 特伦蒂诺-上阿迪杰地区的网上监察